# Championnats du monde de cyclisme sur route 1976
Navigation
Yvoir 1975 San Cristóbal 1977
Les championnats du monde de cyclisme sur route 1976 ont eu lieu les 4 et 5 septembre 1976 à Ostuni en Italie. Seules l'épreuve réservée aux professionnels et la course féminine sont organisées en raison des Jeux olympiques de Montréal.
La course masculine, tracée sur 288 kilomètres pour les professionnels, est remportée à l'issue d'un sprint à deux par Freddy Maertens. Après 1976, aucun parcours de championnat du monde ne sera dessiné sur une distance aussi longue. Le parcours de l'édition 2019 (dans le Yorkshire) est celui qui s'en est le plus approché depuis avec ses 284,5 kilomètres.

## Résultats
| Épreuves :               | Or                              | Or              | Argent                 | Argent | Bronze                   | Bronze |
| Épreuve masculine        |                                 |                 |                        |        |                          |        |
| Hommes - course en ligne | Freddy Maertens Belgique        | 7 h 06 min 10 s | Francesco Moser Italie | m.t.   | Tino Conti Italie        | à 11 s |
| Épreuve féminine         |                                 |                 |                        |        |                          |        |
| Femmes - course en ligne | Keetie van Oosten-Hage Pays-Bas | -               | Laura Bissoli Italie   | -      | Yvonne Reynders Belgique | -      |

## Tableau des médailles
| Rang  | Nation   | Or | Argent | Bronze | Total |
| ----- | -------- | -- | ------ | ------ | ----- |
| 1     | Belgique | 1  | 0      | 1      | 2     |
| 2     | Pays-Bas | 1  | 0      | 0      | 1     |
| 3     | Italie   | 0  | 2      | 1      | 3     |
| Total | Total    | 2  | 2      | 2      | 6     |